# Copa Argentina
La Copa Argentina, per patrocini Copa Total, és una competició futbolística argentina organitzada per l'AFA.
El torneig fou rellançat el 2011, amb equips de totes les divisions argentines. El campió es classifica per la Supercopa Argentina enfrontant-se amb el campió de primera divisió.

## Història

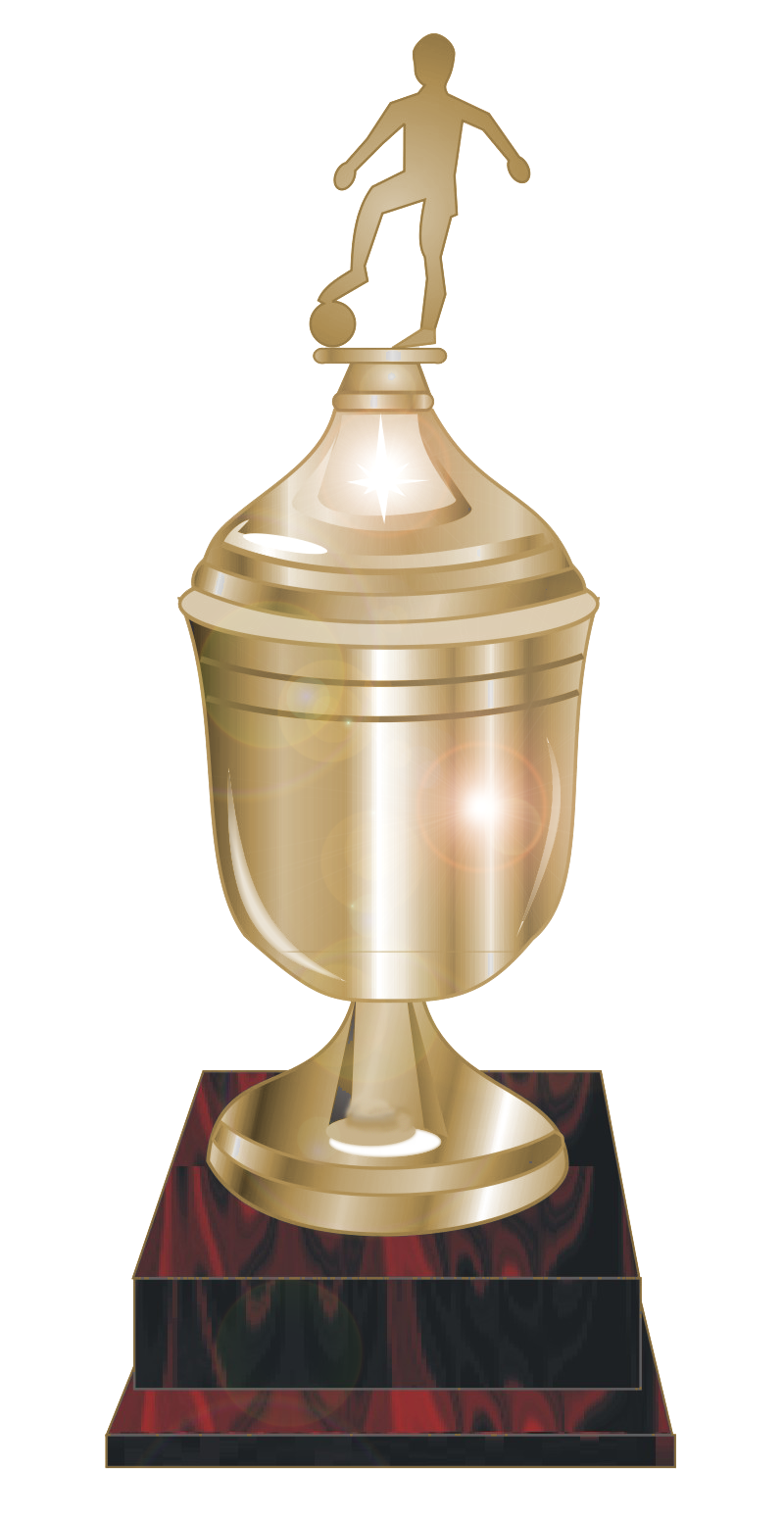
El trofeu original de la Copa Argentina, atorgat els anys 1969 i 1970. Quan la competició es va rellançar el 2011, es va dissenyar una nova copa per a l'ocasió.

La CONMEBOL creà el 1970 la Copa Ganadores de Copa (no té relació amb la Recopa Sud-americana). La AFA creà una Copa el 1969 per classificar un equip per a la competició. La competició la disputaren 32 equips en un sistema d'eliminatòries a doble volta.

### Primera edició: 1969
Participaren tots els equips de la primera divisió, el campió de Primera B i els principals de les lligues regionals, excepte els clubs que ja estaven classificats per la copa Libertadores, com Vélez Sársfield i River Plate, primer i segon del Nacional 1968, i Estudiantes de La Plata, campió de la Libertadores 1968.
Boca guanyà Atlanta a la final, però posteriorment guanyà el campionat Nacional 1969, i el club classificat per la Copa Ganadores de Copa fou Atlanta.

### Segona edició: 1970
El sistema de competició fou el mateix que en l'edició anterior, participant tots els equips de la primera divisió excepte Boca Juniors i River Plate, primer i segon del Nacional 1969, i Estudiantes de La Plata, campió de la Libertadores 1969, el campió e Primera B Ferro, i 13 campions regionals.
Arribaren a la final San Lorenzo i Vélez Sársfield. Abans de finalitzar el campionat, la Copa de Ganadores de Copa fou declarada amistosa. El primer partit de la final acabà 2-2 i el partit de tornada mai es disputà, i cap club argentí participà en la competició de 1971.

### Rellançament
Aquesta competició fou creada de nou el 2011. amb la participació de 186 equips de 7 divisions en un sistema de eliminatòries en camp neutral. El campió es classificà per la Copa Sudamericana.
A la final arribaren Boca i Racing. Boca Juniors derrotà Racing Club per 2-1.
La competició continuà la temporada següent.

## Historial
Llista de campions de la Copa Argentina:
| Ed. | Any       | Campió                                              | Resultat                                            | Finalista                                           | Seu                                                 | Ciutat                                              |                                                     |
| --- | --------- | --------------------------------------------------- | --------------------------------------------------- | --------------------------------------------------- | --------------------------------------------------- | --------------------------------------------------- | --------------------------------------------------- |
| 1   | 1969      | Boca Juniors (1)                                    | 3-1, 0-1                                            | Buenos Aires                                        |                                                     |                                                     |                                                     |
| 2   | 1970      | No finalitzat                                       | No finalitzat                                       | No finalitzat                                       | Estadi Atlanta                                      | Buenos Aires                                        |                                                     |
| -   | 1971-2011 | No es disputà                                       | No es disputà                                       | No es disputà                                       | No es disputà                                       | No es disputà                                       | No es disputà                                       |
| 3   | 2011-12   | Boca Juniors (2)                                    | 2-1                                                 | Racing Avellaneda                                   | Bicentenario                                        | San Juan                                            |                                                     |
| 4   | 2012-13   | Arsenal Sarandí (1)                                 | 3-0                                                 | San Lorenzo                                         | Bicentenario                                        | Catamarca                                           |                                                     |
| 5   | 2013-14   | Huracán (1)                                         | 0-0 (5-4 p)                                         | Rosario Central                                     | Bicentenario                                        | San Juan                                            |                                                     |
| 6   | 2014-15   | Boca Juniors (3)                                    | 2-0                                                 | Rosario Central                                     | Mario A. Kempes                                     | Córdoba                                             |                                                     |
| 7   | 2015-16   | River Plate (1)                                     | 4-3                                                 | Rosario Central                                     | Mario A. Kempes                                     | Córdoba                                             |                                                     |
| 8   | 2016-17   | River Plate (2)                                     | 2-1                                                 | Atlético Tucumán                                    | Malvinas Argentinas                                 | Mendoza                                             |                                                     |
| 9   | 2017-18   | Rosario Central (1)                                 | 1-1 (4-1 p)                                         | Gimnasia y Esgrima (LP)                             | Malvinas Argentinas                                 | Mendoza                                             |                                                     |
| 10  | 2018-19   | River Plate (3)                                     | 3-0                                                 | Central Córdoba (SdE)                               | Malvinas Argentinas                                 | Mendoza                                             |                                                     |
| 11  | 2019-20   | Boca Juniors (4)                                    | 0-0 (5-4 p)                                         | Talleres (C)                                        | Madre de Ciudades                                   | Santiago del Estero                                 |                                                     |
| -   | 2020-21   | No es disputà a causa de la pandèmia de la COVID-19 | No es disputà a causa de la pandèmia de la COVID-19 | No es disputà a causa de la pandèmia de la COVID-19 | No es disputà a causa de la pandèmia de la COVID-19 | No es disputà a causa de la pandèmia de la COVID-19 | No es disputà a causa de la pandèmia de la COVID-19 |
| 12  | 2021-22   | Patronato (1)                                       | 1-0                                                 | Talleres (C)                                        | Malvinas Argentinas                                 | Mendoza                                             |                                                     |
| 13  | 2023      | Estudiantes (LP) (1)                                | 1-0                                                 | Defensa y Justicia                                  | Ciudad de Lanús                                     | Lanús                                               |                                                     |
| 14  | 2024      |                                                     |                                                     |                                                     |                                                     |                                                     |                                                     |

1. ↑  Format a dues voltes, Boca Juniors guanyà 3-2 en l'agregat.
2. ↑  San Lorenzo i Vélez Sarsfield arribaren a la final, el primer partit acabà 2–2, però el segon no se celebrà.